# Seznam ameriških biatloncev
Seznam ameriških biatloncev.

## B
- Lowell Bailey
- Jake Brown
- Tim Burke

## C
- Vaclav Cervenka
- Annelies Cook
- Travis Cooper

## D
- Sean Doherty
- Hannah Dreissigacker
- Susan Dunklee
- Max Durtschi

## E
- Glen Eberle
- Clare Egan

## G
- Maxime Germain
- Hallie Grossman

## H
- Martin Hagen
- Jay Hakkinen
- Alex Howe

## I
- Deedra Irwin

## J
- Haley Johnson

## L
- Chloe Levins

## N
- Lyle Nelson
- Leif Nordgren

## P
- Madeleine Phaneuf

## R
- Joanne Reid

## S
- Paul Schommer
- Laura Spector
- Sara Studebaker-Hall

## T
- Jeremy Teela